# Ramsayornis modestus
Ramsayornis modestus là một loài chim trong họ Meliphagidae.